# E952 (additif)
Pour les articles homonymes, voir E952.
L'additif alimentaire E952  désigne l'acide cyclamique et ses sels, des édulcorants.
- E952(i) : l'acide cyclamique
- E952(ii) : le cyclamate de calcium
- E952(iii) : le cyclamate de potassium
- E952(iv) : le cyclamate de sodium

L’acide cyclamique est utilisé depuis 1953. Il a été interdit aux États-Unis en octobre 1969 car ayant suspecté d'être cancérigène mais ce caractère cancérogène a été réfuté depuis. En revanche, il est soupçonné d'être neurotoxique et néfaste à la spermatogénèse. Il est déconseillé chez les femmes enceintes. En 2011, une étude rapporte que la consommation d'édulcorants par les adultes belges n'entraine pas de risques sanitaires directs.